# Enyalius perditus
Espèce
Enyalius perditus est une espèce de sauriens de la famille des Leiosauridae.

## Répartition
Cette espèce est endémique de l'État de São Paulo au Brésil.

## Étymologie
Le nom de cette espèce, perditus, vient du latin pertitus signifiant « perdu », en référence à la confusion taxinomique entre cette espèce et Enyalius catenatus.

## Publication originale
- Jackson, 1978 : Differentiation in the genera Enyalius and Strobilurus (Iguanidae): implications for Pleistocene climatic changes in eastern Brazil. Arquivos de Zoologia (Sao Paulo), vol. 30, no 1, p. 1-79